# Друштвена интеракција
Друштвена интеракција је међусобни динамички однос између појединаца и група у социјалном окружену обухвата институционалну и ванинституционалну интеракцију при чему било који вид понашања изазива реципрочни или сразмерно други вид реакције. Циљ социјалног рада је да омогући неконфликтну интеракацију.